# Bürgerbräu Bad Reichenhall (Gebäude)

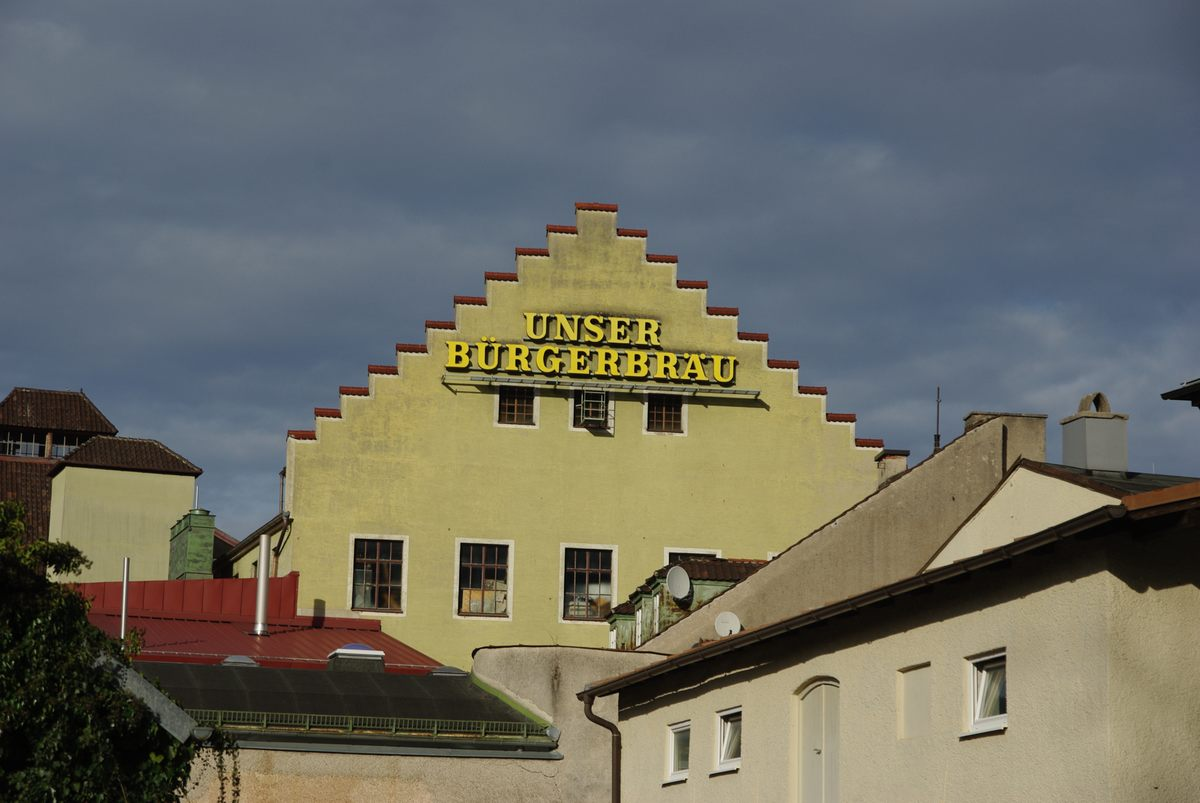
Treppengiebel am Brauerei- und Bürogebäude, Südfassade

Die Gebäude des Bürgerbräu Bad Reichenhall befinden sich in der Waaggasse in der oberbayerischen Kurstadt Bad Reichenhall.
Der Brauereigasthof mit Hotel, das Brauerei- und Bürogebäude sowie das Sud- und Kesselhaus des Bürgerbräu Bad Reichenhall stehen seit den frühen 2020er Jahren unter Denkmalschutz und sind unter der Nummer D-1-72-114-263 in die Bayerische Denkmalliste eingetragen. Brauereigasthof und Brauereigebäude liegen im ebenfalls geschützten Ensemble Rathausplatz.

## Geschichte

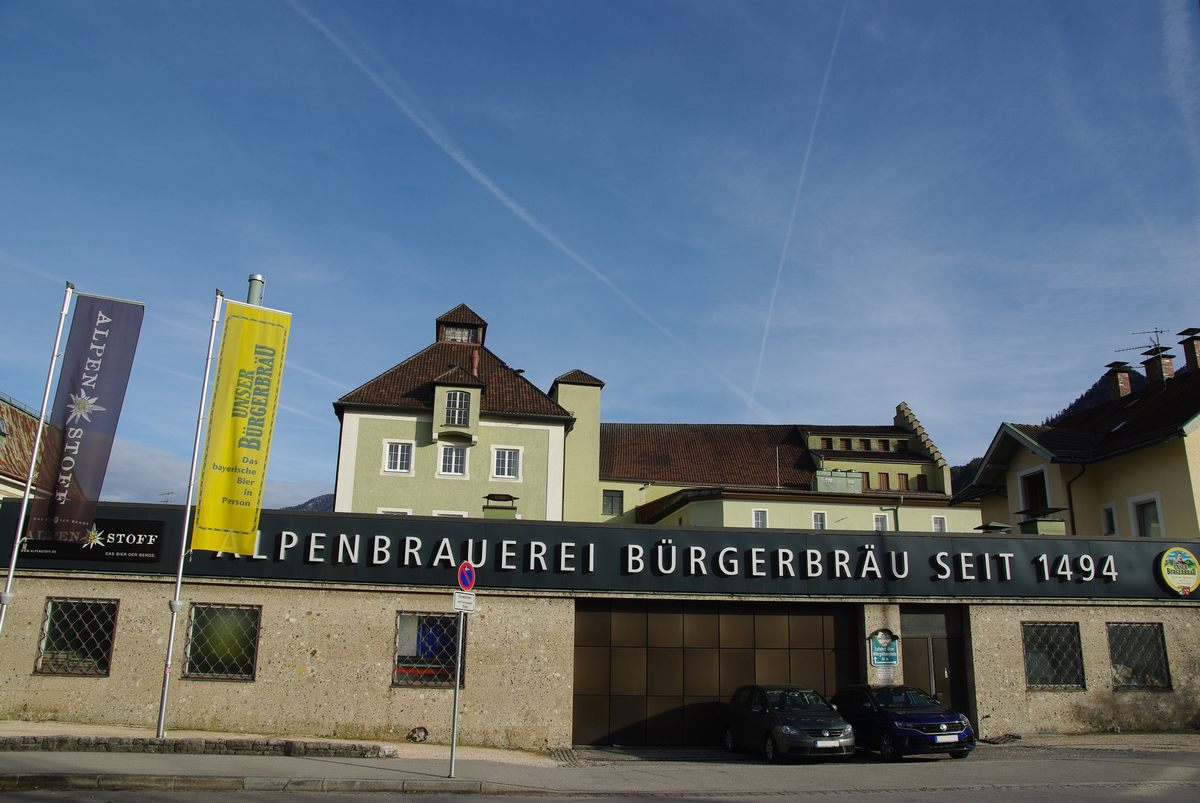
Sudhaus, Kesselhaus und Einfahrt an der Innsbrucker Straße

Die Ursprünge des Bürgerbräu Bad Reichenhall reichen bis mindestens in das Jahr 1633 zurück, was heute auch als „seit 1633“ auf den Etiketten der Flaschen aufgedruckt ist. Der Brauer Aigner, ansässig im ehemaligen Tauersteinviertel, wird bereits 1494 in Steuerbüchern der Stadt erwähnt und scheint der Ursprung der heutigen Brauerei zu sein. Auch dies wird – zum Beispiel an der großen Einfahrt an der Innsbrucker Straße – als seit 1494 von der Brauerei für Werbezwecke genutzt. Vermutet wird, dass diese Brauerei bereits im 13. Jahrhundert bestand. Im Laufe der Jahre wechselten die Namen der Eigentümer, auf Wolfgang Hainschwanger gegen Ende des 16. Jahrhunderts folgten unter anderem die Familien Wolf, Schorn, Elmberger, Puchner, Lindacher und Graßl. Das Brauhaus gehörte jedoch noch zu den kleineren Brauereien der Stadt.
Der letzte große Stadtbrand von 1834 vernichtete nicht nur weite Teile der Stadt, sondern auch den heutigen Bürgerbräu.
In der zweiten Hälfte des 19. Jahrhunderts kaufte die Brauerfamilie Wieninger aus dem nicht weit entfernten Teisendorf nach und nach die Brauereien der Stadt auf. Nach dem Kauf des Fischerbräu (1876, heutige Tiroler Straße 2), des Schwabenbräu (1896, heutige Salzburger Straße 22) und des Kammererbräu (1897, Poststraße 23) blieb nur noch das damals Graßlbräu genannte Brauhaus übrig. Dieses Brauhaus kaufte 1901 August Röhm, Kommerzienrat und Getreidehändler aus Lauingen. Kurz danach erfolgte die Namensänderung in Bürgerbräu Bad Reichenhall.
Bis 1910 errichtete Röhm einen Lager- und Abfüllkeller, ein neues Sud- und Kesselhaus, eine Malzdarre und einen neuen Gärkeller. Nach dem Ersten Weltkrieg setzten Röhms Söhne Ernst (1894–1955) und Willi (1896–1959) die Investitionen fort. Auf die Errichtung einer modernen Fasswäscherei und Flaschenabfüllanlage folgte in den 1920er Jahren eine Vergrößerung der Malzdarre. 1925 wurden die Gasträume des Brauereigasthofes umfassend umgestaltet und der Hotelbetrieb wurde aufgenommen.
Der Luftangriff auf Bad Reichenhall, der das nicht weit entfernte Kammerbotenviertel und die obere Poststraße zerstörte, traf auch den Bürgerbräu schwer. 80 % des Gebäudebestands der Brauerei galt als zerstört und Plünderungen,  vor allem durch alliierte Streitkräfte, schadeten dem Bürgerbräu zusätzlich. Nach mehreren Jahren treuhänderischer Verwaltung konnte die Familie Röhm erst 1948 aktiv mit dem Wiederaufbau beginnen. In diesem Zuge wurde ein neuer Gärkeller errichtet, das Sud- und Kesselhaus erneuert und neue Tanks wurden im Lagerkeller installiert. Die Brauerei und der Gasthof konnten 1950 mit einem Festakt wieder eröffnet werden, der Hotelbetrieb wurde 1955 wieder aufgenommen. 1990 wurden die Hotelzimmer umgebaut und modernisiert.
In der ersten Hälfte der 2020er Jahre wurden der Brauereigasthof, das Brauerei- und Bürogebäude sowie das Sud- und Kesselhaus in die Bayerische Denkmalliste aufgenommen.

## Beschreibung

### Brauereigasthof
Brauereigasthof und Hotel Bürgerbräu werden unter der Adresse Waggasse 2 geführt. Es ist ein stattlicher viergeschossiger Walmdachbau, mit rundbogigen Fensteröffnungen im Erdgeschoss. Im Kern stammt er noch aus dem 17. Jahrhundert. Nach dem Stadtbrand von 1834 wurde er teilweise wiederaufgebaut; die Gasträume wurden 1925 umgestaltet. Mit den Umbaumaßnahmen mit Sternrippengewölben und Türschnitzereien waren unter anderem der Architekt Karl Böhm und der Kunstmaler Hermann Stockmann beauftragt. Stockmann schuf einen Wandfries, der König Gambrinus darstellt.
Die beim Luftangriff auf Bad Reichenhall beschädigten Stockwerke wurden ab 1947 wieder aufgebaut. Die Fassadengestaltung mit geometrischem Putzdekor stammt aus dem Jahr 1960.

### Brauerei- und Bürogebäude
Das Brauerei- und Bürogebäude schließt winkelförmig an den Brauereigasthof an und hat in der Waaggasse die Hausnummer 3. Das zweigeschossige Bauwerk mit hohem Speichergeschoss und ehemaliger Durchfahrt sowie einem Treppengiebel an der Südseite wurde nach dem großen Stadtbrand von 1834 errichtet. Der ehemalige Eingang mit Reliefdekorationen und Medaillon ist mit dem Jahr 1910 bezeichnet.
Das durch den Luftangriff auf Bad Reichenhall beschädigte Gebäude wurde ab 1948 teilweise erneuert und aufgestockt.
Die Wandfresken aus dem Jahr 1924 stammten – wie auch am Alten Rathaus – von Josef Hengge. Da die oberen Stockwerke samt Fassade und damit ein Teil der Bilder durch den Luftangriff im April 1945 zerstört wurden, mussten sie nach dem Wiederaufbau erneuert werden. mit dem Titel Begegnung stammt von Arno Wothe und Ernst Bräuer und entstand 1960. Es zeigt bayerische und österreichische Schützen, die sich 1809 noch feindlich gegenüberstanden, nun aber feierliche Verbrüderung demonstrieren.

### Sud- und Kesselhaus
Das Sud- und Kesselhaus wird – wie auch das Brauerei- und Bürogebäude – unter der Adresse Waaggasse 3 geführt. Es ist ein zweigeschossiger Walmdachbau, der 1907 erbaut wurde. Der Dachbereich wurde nach den durch den Luftangriff auf Bad Reichenhall im April 1945 verursachten Schäden um 1950 verändert wieder aufgebaut.
Die Ausstattung des Sud- und Kesselhauses ist in der Denkmalliste mit aufgeführt.

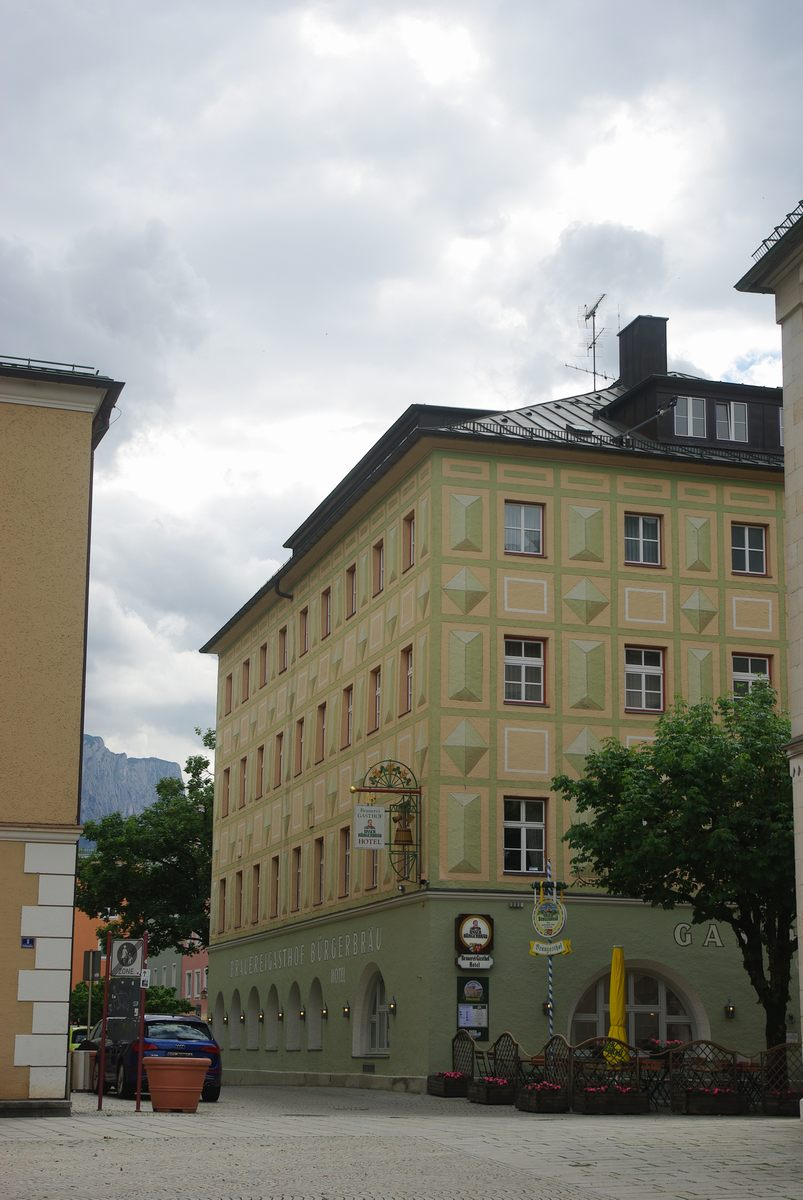
Brauereigasthof
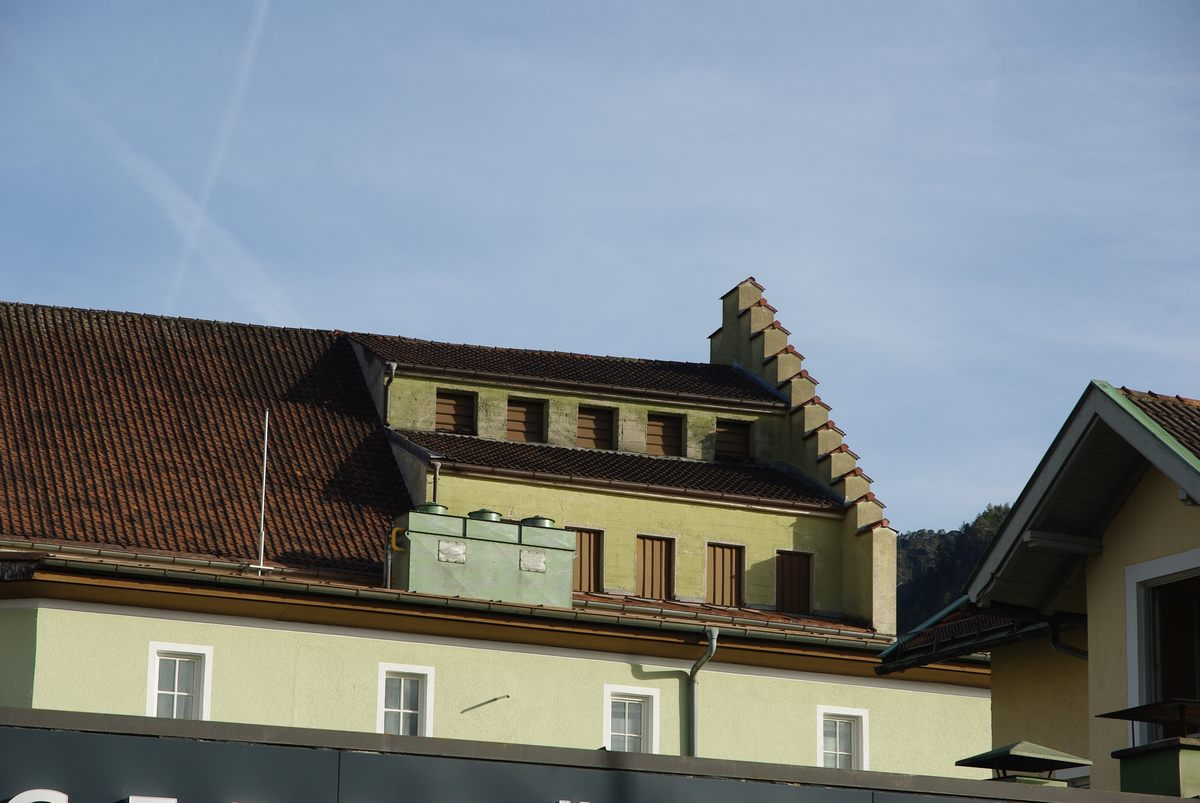
Brauerei- und Bürogebäude
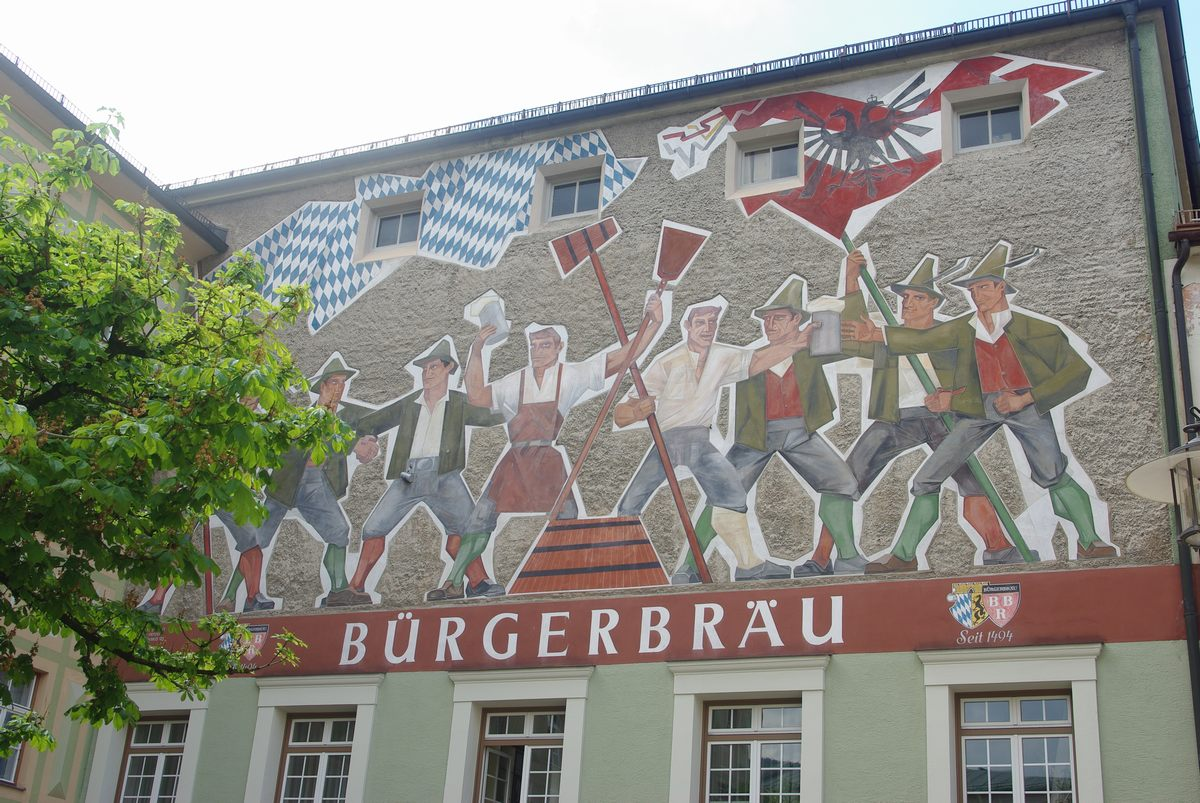
Fresko am Brauerei- und Bürogebäude
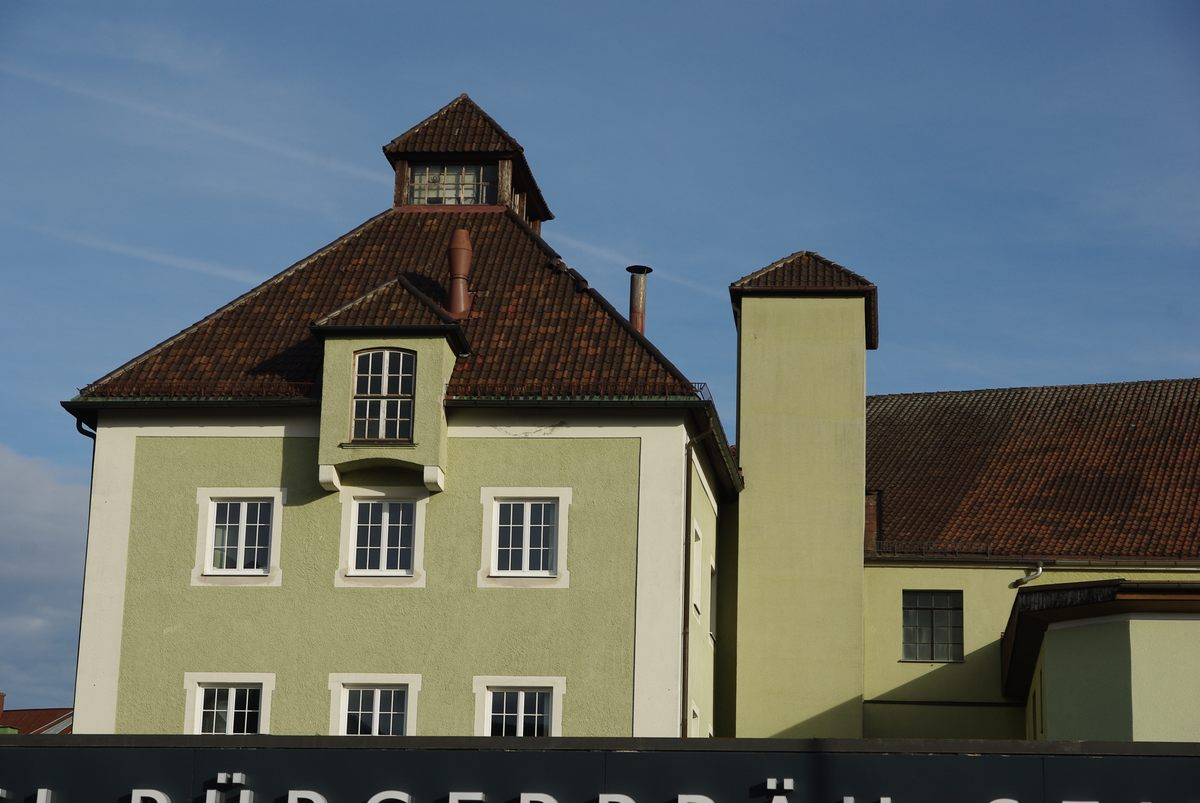
Sud- und Kesselhaus

## Lage
Die Gebäude des Bürgerbräu Bad Reichenhall befinden sich an der Waaggasse, die direkt an den Rathaus- und Wörgötterplatz anschließt und das Alte Rathaus der Stadt an der Süd-, West- und Nordseite umschließt. Die Poststraße wird durch den Rathausplatz unterbrochen, die Ost- und Südseite des Brauereigasthofes grenzen direkt an die sogenannte obere Poststraße.
Die Zufahrt zur Brauerei erfolgt über den Wörgötterplatz, die Einfahrt an der Innsbrucker Straße wird in der Regel von den Mitarbeitern als Parkplatz genutzt.